# بوریس ولادیمیرتسف
بوریس یاکوولیویچ ولادیمیرتسف (۲۰ ژوئیه ۱۸۸۴ – ۱۷ اوت ۱۹۳۱؛ روسی: Бори́с Я́ковлевич Влади́мирцов) تاریخ‌نگار، خاورشناس، مغول‌شناس، متخصص زبان‌شناسی و عضو آکادمی علوم اتحاد جماهیر شوروی بود.

## تولد و تحصیلات و حرفه
بوریس ولادیمیرتسف در ۲۰ ژوئیه ۱۸۸۴ در خانواده یک مهندس تکنولوژی متولد شد و در ۱۹۰۴ از دبیرستانی در کامیانتس-پودیلسکی فارغ‌التحصیل گشت و به دانشگاه رفت. او در دوران تحصیل زبان‌های سانسکریت، تبتی، قرقیزی و چینی را فرا گرفت. ولادیمیرتسف تحصیلات خود را در دانشکده خاورشناسی دانشگاه دولتی سنت پترزبورگ به پایان رسانید و در ۱۹۲۱ استاد دانشگاه و در ۱۹۲۹ عضو آکادمی شد. او سفرهایی به مغولستان کرد که در تحقیقات و آثاراش تأثیر به سزایی داشت. ولادیمیرتسف کارهای علمی خود را از ۱۹۰۹ آغاز کرد و بی وقفه تا ۱۹۳۱ ادامه داد.

## آثار
در مجموع، از او ۶۶ تألیف به چاپ رسیده و منتشر شده است. در این آثار رژیم‌های ایلی، زبان و لغت، آداب و رسوم، آیین و مذهب، تحولات اجتماعی ایلات مختلف و خلاصه تمام شئول اجتماعی و تاریخی مغول توسط و مورد مطالعه دقیق قرار گرفته است.
مهم‌ترین تألیفات او عبارت است از:
- چنگیز خان (۱۹۲۲)
- دستور تطبیقی زبان ادبی مغولی و زبان عامیانه خلخ (۱۹۲۹)
- حماسه پهلوانی مغولی اویرات (۱۹۲۳)

مهم‌ترین اثر او به نام «نظام اجتماعی مغول فئودالیسم خانه‌به‌دوشی» در ۱۹۳۴ و پس از مرگ او به چاپ رسیده است و در آن از طرز حکومت و زندگی مغول‌ها، چه در زمان چنگیز یا چه در زمان دیگر بحث می‌کند.

## مرگ
او در ۱۷ اوت ۱۹۳۱ درگذشت.